# Hugh Grant
Hugh John Mungo Grant (født 9. september 1960, i London, England, Storbritannien) er en engelsk skuespiller, der er kendt fra film som bl.a. Fire bryllupper og en begravelse, Notting Hill, Bridget Jones' dagbog og Love Actually.

## Privatliv
Mens han spillede Lord Byron i den spanske produktion Remando Al Viento (1988), mødte Grant skuespilleren Elizabeth Hurley i 1987, der var castet til en birolle som Byrons tidligere elskerinde Claire Clairmont. Han begyndte at date Hurley mens de filmede og deres forhold var efterfølgende genstand for megen mediedækning. Efter 13 år sammen gik de fra hinanden i maj 2000. Han er gudfar til hendes søn Damian, der blev født i 2002.
Grant har fået fem børn med to forskellige kvinder. I september 2011 fik han en datter, Tabitha, med Tinglan Hong, som nogle gange fejlagtigt bliver omtalt som receptions på en kinesisk restaurant i London. Hans datters kinesiske navn er Xiao Xi, der betyder "glad overraskelse". Grant og og Hong havde en "kort affære" ifølge hans pressesekretær. Han udtalte at Hong var blevet "dårligt behandlet" i medierne; pressens indblanding havde afholdt ham fra deltage ved datterens fødsel, og Hong havde fået et skaffet et påbud, så han kunne besøge dem i fred.
I september 2012 fik Grant sit andet barn, en søn, med den svenske fjernsynsproducer Anna Eberstein. Hong og Grant fandt sammen igen i en kort overgang, og hun fødte Grants tredje barn, en søn, i september dette år.
I december 2015 fik han og Eberstein deres andet barn, der var en pige. I begyndelsen af 2018 fik de deres tredje barn sammen, hvilket var Grants femte barn.
Grant og Eberstein blev gift den 25. maj 2018.

## Filmografi
| År   | Titel                                                      | Rolle                                                                                 | Noter                       |
| ---- | ---------------------------------------------------------- | ------------------------------------------------------------------------------------- | --------------------------- |
| 1982 | Privileged                                                 | Lord Adrian                                                                           | Krediteret som Hughie Grant |
| 1987 | Maurice                                                    | Clive Durham                                                                          |                             |
| 1987 | White Mischief                                             | Hugh Cholmondeley                                                                     |                             |
| 1988 | Rowing with the Wind                                       | Lord Byron                                                                            |                             |
| 1988 | The Lair of the White Worm                                 | Lord James D'Ampton                                                                   |                             |
| 1988 | The Dawning                                                | Harry                                                                                 |                             |
| 1988 | The Bengali Night                                          | Allan                                                                                 |                             |
| 1988 | Nocturnes                                                  | Chopin                                                                                | Short film                  |
| 1990 | The Big Man                                                | Gordon                                                                                |                             |
| 1991 | Impromptu                                                  | Frédéric Chopin                                                                       |                             |
| 1992 | Bitter Moon                                                | Nigel Dobson                                                                          |                             |
| 1993 | The Remains of the Day                                     | Reginald Cardinal                                                                     |                             |
| 1993 | Night Train to Venice                                      | Martin Gamil                                                                          |                             |
| 1994 | Four Weddings and a Funeral                                | Charles                                                                               |                             |
| 1994 | Sirens                                                     | Anthony Campion                                                                       |                             |
| 1995 | Restoration                                                | Elias Finn                                                                            |                             |
| 1995 | Sense and Sensibility                                      | Edward C. Ferrars                                                                     |                             |
| 1995 | Nine Months                                                | Samuel Faulkner                                                                       |                             |
| 1995 | The Englishman Who Went Up a Hill But Came Down a Mountain | Reginald Anson                                                                        |                             |
| 1995 | An Awfully Big Adventure                                   | Meredith Potter                                                                       |                             |
| 1996 | Extreme Measures                                           | Dr. Guy Luthan                                                                        |                             |
| 1999 | Mickey Blue Eyes                                           | Michael Felgate                                                                       |                             |
| 1999 | Notting Hill                                               | William Thacker                                                                       |                             |
| 2000 | Small Time Crooks                                          | David Perrette                                                                        |                             |
| 2001 | Bridget Jones's Diary                                      | Daniel Cleaver                                                                        |                             |
| 2002 | Two Weeks Notice                                           | George Wade                                                                           |                             |
| 2002 | About a Boy                                                | Will Freeman                                                                          |                             |
| 2003 | Love Actually                                              | David                                                                                 |                             |
| 2004 | Bridget Jones: The Edge of Reason                          | Daniel Cleaver                                                                        |                             |
| 2005 | Housewarming                                               | The new neighbour                                                                     | Cameo                       |
| 2006 | American Dreamz                                            | Martin Tweed                                                                          |                             |
| 2007 | Music and Lyrics                                           | Alex Fletcher                                                                         |                             |
| 2009 | Did You Hear About the Morgans?                            | Paul Morgan                                                                           |                             |
| 2012 | The Pirates! In an Adventure with Scientists!              | Pirate Captain                                                                        | Voice                       |
| 2012 | Cloud Atlas                                                | Reverend Giles Horrox Hotel Heavy Lloyd Hooks Denholme Cavendish Seer Rhee Kona Chief |                             |
| 2014 | The Rewrite                                                | Keith Michaels                                                                        |                             |
| 2015 | The Man from U.N.C.L.E.                                    | Mr. Waverly                                                                           |                             |
| 2016 | Florence Foster Jenkins                                    | St. Clair Bayfield                                                                    |                             |
| 2017 | Paddington 2                                               | Phoenix Buchanan                                                                      |                             |
| 2029 | The Gentlemen                                              | Fletcher                                                                              | Post-production             |
| 2022 | Glass Onion: A Knives Out Mystery                          | Phillip                                                                               | Cameo                       |
| 2023 | Operation Fortune: Ruse de Guerre                          | Greg Simmonds                                                                         |                             |
| 2023 | Dungeons & Dragons: Honor Among Thieves                    | Forge Fitzwilliam                                                                     |                             |
| 2023 | Wonka                                                      | Oompa-Loompa                                                                          | Post-production             |
| 2024 | Unfrosted: The Pop-Tart Story                              |                                                                                       | Post-production             |